# Церква Вознесіння Господнього (Київ)
Церква Вознесіння Господнього — православний храм у Голосіївському районі міста Києва, у місцевості Деміївка. Належить Українській православній церкві (Московського патріархату). Є пам'яткою історії та архітектури.

## Історія
Церкву зведено у 1882–1883 роках для потреб мешканців села Деміївка поблизу тогочасного Києва. Значну частину коштів на зведення церкви пожертвував пан Раузер, директор Київського цукро-рафінадного заводу на Деміївці. Урочисте освячення відбулося 18 лютого 1883 року. Першим священиком нової церкви став, ймовірно, Ієрофей Йосипович Шмигельський (1883-1887), а церковним старостою — фельдфебель у відставці Симеон Травкін. У 1887 році священиком став Ніканор Леонтійович Данкевич.
Приблизно у 1905–1910 роках при церкві було зведено церковно-парафіяльну школу, будівля якої збереглася і дотепер. Станом на 1915 рік у володінні церкви вже були, окрім школи, бібліотека, яка нараховувала близько 1200 примірників, будинок священика (1907) та будинок причту (1914), невелике кладовище. У 1917 році церкві належало 1 десятина 600 квадратних сажнів землі, парафія нараховувала понад 4000 осіб.
У липні 1920 року, коли у Києві вже встановилася радянська влада, було зареєстровано парафіяльну громаду при церкві Вознесіння Господнього. У 1922 році церкву частково передано УАПЦ та деякою мірою реконструйовано. З 1922 року священиком був Дмитро Ходзицький (1886–1962), у майбутньому репресований. У 1933 році влада розпустила українську парафію, до цього у 1920-х роках було розібрано дзвіницю церкви (нову зведено у 1990-х роках). Тим не менше, храм опісля того продовжував залишатись діючим і жодного разу не закривався. Під час нацистської окупації, що в березні 1942 року настоятелем був протоієрей Микола Саранча.

## Архітектура
Вознесенська церква у плані хрещата, однобанна, з гранчастою апсидою та невеликими прибудовами у міжрукав'ях хреста. Спершу церква була дерев'яною. У 1885–1892 роках її було обкладено цеглою та розширено, зведено 2 притвори з заходу і з півдня. Основний об'єм був перекритий приземкуватим наметом, яке завершувалося маківкою на гранчастому барабані, з заходу до цього об'єму прилучалася наметова дзвіниця, ще одна маківка вінчала вівтарну частину.
У 1900 році за проектом архітектора Євгена Єрмакова відбулася значна реконструкція храму. Добудовано західний бабинець, над притвором якого споруджено нову наметову дзвіницю. Головний намет піднято на гранчастому барабані, влаштовані хори, церкву декоровано у псевдоросійському стилі: барабан прикрашено кокошниками, вікна оздоблено лиштвами. У 1910 році східну частину церкви розширено за проектом Є. Єрмакова; у січні 1911 року було освячено новий приділ на честь св. Василія Великого. Саме тоді церква набула сучасного вигляду, проте первісні іконостас та внутрішнє оздоблення церкви не збереглися.

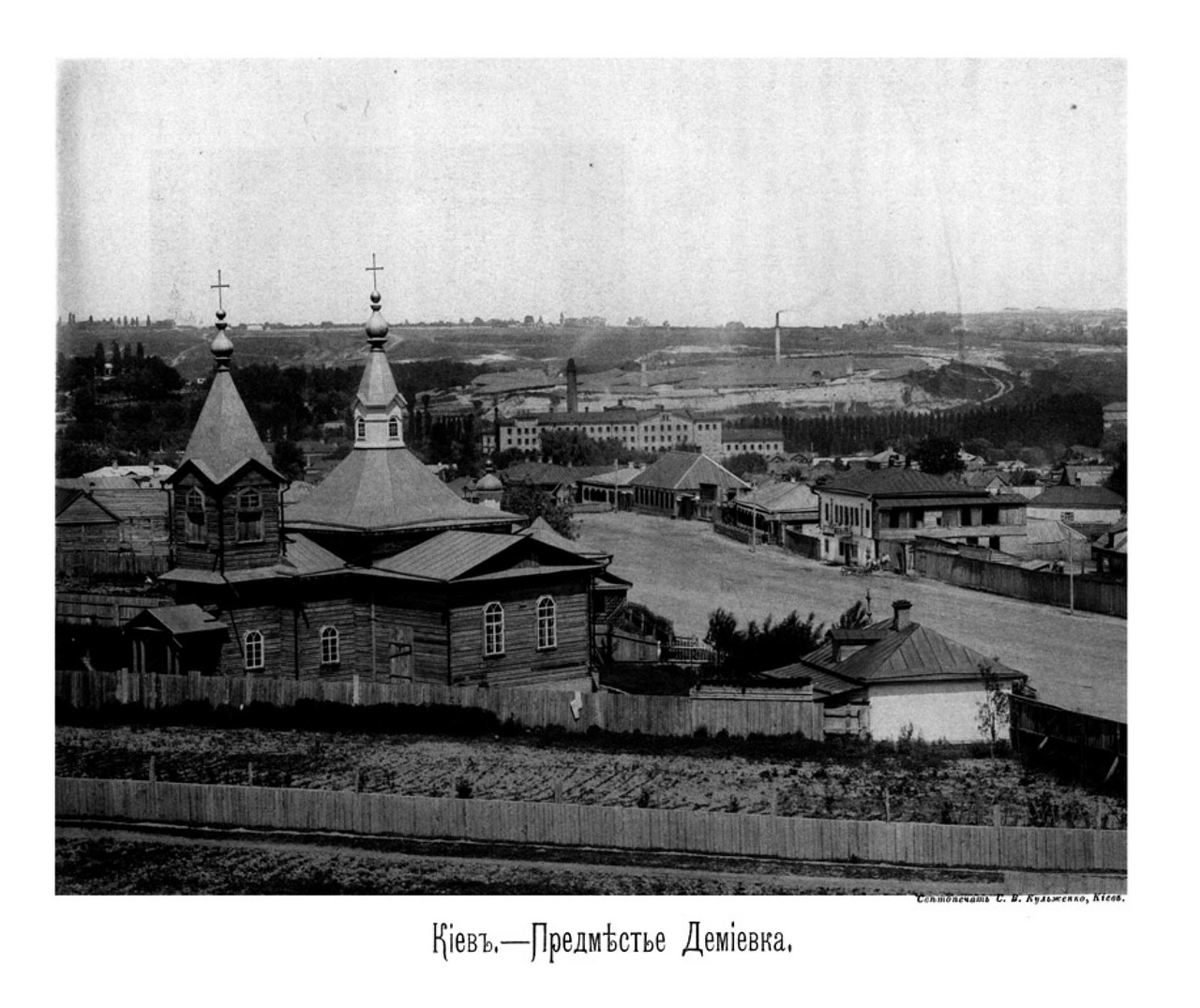
Панорама Деміївки в 1880-х роках. Зліва видно Вознесенську церкву
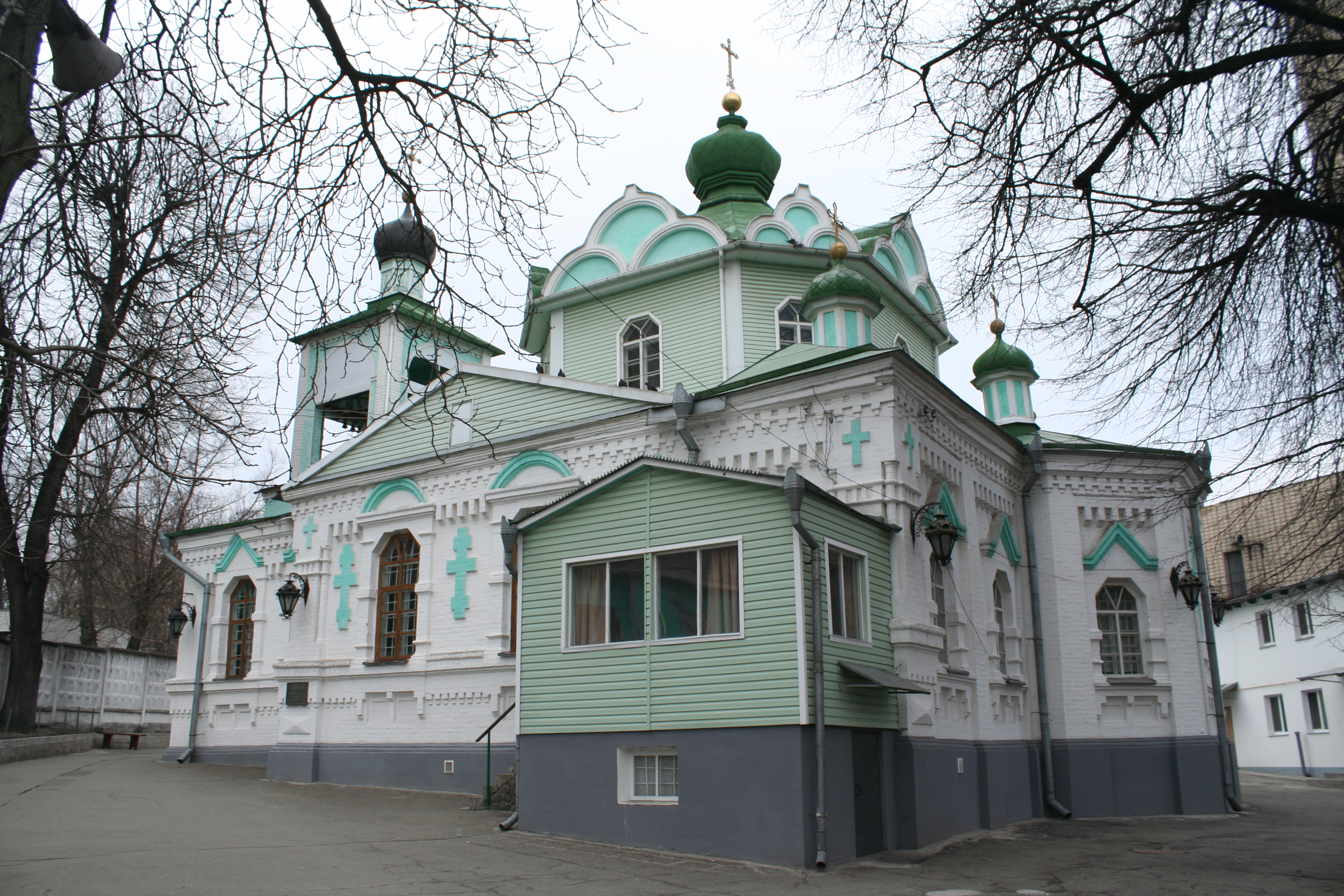
Вознесенська церква, загальний вигляд
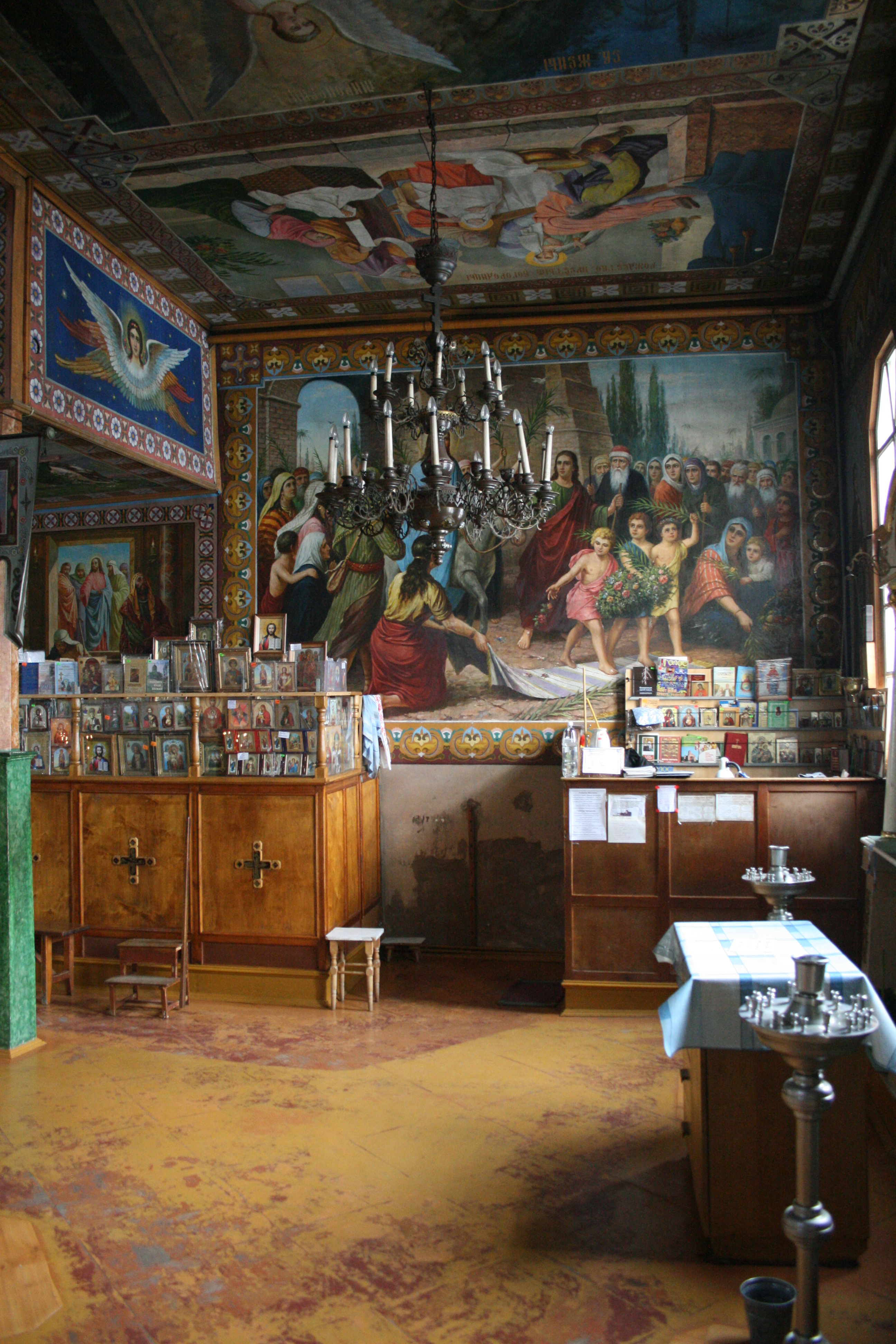
Вознесенська церква (Деміївка), інтер'єр

## Цікаві факти
- 25 липня (7 серпня) 1907 року у Вознесенській церкві вінчалася Леся Українка з Климентом Квіткою.
- З 1961 року і до своєї смерті парафіянкою Вознесенської церкви була Аліпія Голосіївська.
- Вознесенська церква є одним із небагатьох храмів Києва, що за всю свою історію жодного разу не закривалися. На 1941 рік це був один із дуже небагатьох діючих храмів міста.